# Memoriał Bronisława Idzikowskiego i Marka Czernego 1975
Memoriał im. Bronisława Idzikowskiego i Marka Czernego 1975 – 8. edycja turnieju w celu uczczenia pamięci polskiego żużlowca Bronisława Idzikowskiego i Marka Czernego, który odbył się dnia 5 października 1975 roku. Turniej wygrał Marek Cieślak.

## Wyniki
- Częstochowa, 5 października 1975
- NCD:
- Sędzia: Gąsiorowski

| Msc. | Zawodnik                | Klub         | Pkt |             |  |
| ---- | ----------------------- | ------------ | --- | ----------- |  |
| 1    | (11) Marek Cieślak      | Częstochowa  | 15  | (3,3,3,3,3) |  |
| 2    | (5) Andrzej Tkocz       | Rybnik       | 14  | (3,3,3,3,2) |  |
| 3    | (3) Czesław Goszczyński | Częstochowa  | 13  | (3,2,3,2,3) |  |
| 4    | (4) Józef Jarmuła       | Częstochowa  | 10  | (1,3,3,2,1) |  |
| 5    | (1) Andrzej Jurczyński  | Częstochowa  | 10  | (2,2,2,2,2) |  |
| 6    | (15) Piotr Pyszny       | Rybnik       | 9   | (3,1,2,3,0) |  |
| 7    | (8) Jan Chudzikowski    | Wrocław      | 7   | (1,0,1,2,3) |  |
| 8    | (12) Mieczysław Woźniak | Gorzów Wlkp. | 6   | (1,0,0,3,2) |  |
| 9    | (10) Jerzy Padewski     | Gorzów Wlkp. | 6   | (2,2,0,1,1) |  |
| 10   | (6) Mirosław Błaszak    | Częstochowa  | 6   | (2,1,1,1,1) |  |
| 11   | (14) Jerzy Kowalczyk    | Częstochowa  | 5   | (0,3,2,0,w) |  |
| 12   | (7) Marian Wardzała     | Tarnów       | 5   | (0,0,2,1,2) |  |
| 13   | (16) Marek Nabiałek     | Częstochowa  | 5   | (2,2,0,0,1) |  |
| 14   | (2) Antoni Fojcik       | Rybnik       | 4   | (0,0,1,0,3) |  |
| 15   | (13) Stanisław Bartnik  | Tarnów       | 3   | (1,1,1,0,0) |  |
| 16   | (9) Robert Słaboń       | Wrocław      | 0   | (0,0,0,0,0) |  |